# Calamintha nepeta subsp. nepeta
Calamintha nepeta subsp. nepeta é uma subespécie de planta com flor pertencente à família Lamiaceae. 
A autoridade científica da subespécie é (L.) Savi.

## Portugal
Trata-se de uma subespécie presente no território português, nomeadamente em Portugal Continental, no Arquipélago dos Açores e no Arquipélago da Madeira.
Em termos de naturalidade é nativa das três regiões atrás indicadas.

## Protecção
Não se encontra protegida por legislação portuguesa ou da Comunidade Europeia.